# Frank Close
Francis Edwin „Frank“ Close (* 24. Juli 1945 in Peterborough) ist ein britischer Teilchenphysiker.
Close ging in Peterborough zur Schule und studierte Physik an der University of St. Andrews (Bachelorabschluss 1967) und an der Universität Oxford (Magdalen College), wo er bei Richard Dalitz 1970 in theoretischer Physik promoviert wurde. Als Post-Doktorand war er am SLAC, 1973 am Daresbury Laboratory und 1973 bis 1975 am CERN. Ab 1975 war er am Rutherford Appleton Laboratory, wo er ab 1991 die Theorieabteilung leitete. 1997 bis 2000 war er am CERN für Öffentlichkeitsarbeit zuständig. Ab 2001 war er Professor für Theoretische Physik in Oxford. 1996 bis 2002 war er Gastprofessor an der University of Birmingham.
Close ist durch verschiedene populärwissenschaftliche Bücher zur Teilchenphysik, Kosmologie und ähnlichen Themen (z. B. Kalte Fusion, den Atomspion Klaus Fuchs) bekannt.
Er war im Rat der Royal Institution. 1993 hielt er die renommierte Weihnachtsvorlesung der Royal Institution (The Cosmic Onion). 1996 erhielt er die Kelvin Medal, 2013 den Michael-Faraday-Preis. 2000 bis 2003 war er Gresham Professor für Astronomie am University College London (eine Professur, die mit öffentlichen Vorlesungen verbunden ist). Er war Vizepräsident der British Association for the Advancement of Science, 2021 wurde er in die Royal Society gewählt.

## Schriften
- An introduction to Quarks and Partons, Academic Press 1979
- The cosmic onion: quarks and the nature of the universe, Heineman, London 1983
  - Neuauflage 2006 bei Taylor & Francis als The new cosmic onion
- mit Michael Marten, Christine Sutton The particle explosion, Oxford University Press 1987
  - Neuauflage als The particle odyssey: a journey to the heart of matter, Oxford University Press 2002
- End: Cosmic Catastrophe and the Fate of the Universe, Simon and Schuster 1988 (in den USA als Apocalypse when ? erschienen)
- Too hot to handle: the story of the race of cold fusion, W. H. Allen 1990
  - Deutsche Ausgabe Das heiße Rennen um die kalte Fusion. Birkhäuser, Basel 1992
- Lucifer´s Legacy: The meaning of asymmetry, Oxford University Press 2000
- Particle Physics. A very short introduction, Oxford University Press 2004
- The Void, Oxford University Press 2007
- Antimatter, Oxford University Press 2009
  - Deutsche Übersetzung Antimaterie, Spektrum Akademischer Verlag 2010
- Nothing: a very short introduction, Oxford University Press 2009
  - Deutsche Übersetzung: Das Nichts verstehen: Die Suche nach dem Vakuum und die Entwicklung der Quantenphysik, Spektrum Verlag 2009, ISBN 978-3-8274-2898-1
- Neutrino, Oxford University Press 2010
  - Deutsche Übersetzung Neutrino, Springer Spektrum 2012
- The Infinity Puzzle: Quantum Field Theory and the Hunt for an Orderly Universe, Oxford University Press 2011
- Trinity. The Treachery and Pursuit of the Most Dangerous Spy in History. Penguin, 2020. ISBN 978-0-141-98644-9